# Liste der Kulturdenkmale in Klixbüll
In der Liste der Kulturdenkmale in Klixbüll sind alle Kulturdenkmale der schleswig-holsteinischen Gemeinde Klixbüll (Kreis Nordfriesland) und ihrer Ortsteile aufgelistet (Stand: 14. April 2025).

## Legende
In den Spalten befinden sich folgende Informationen:
- Objekt-ID: die Nummer des Kulturdenkmales
- Lage: die Adresse des Kulturdenkmales und die geographischen Koordinaten. Kartenansicht, um Koordinaten zu setzen. In der Kartenansicht sind Kulturdenkmale ohne Koordinaten mit einem roten Marker dargestellt und können in der Karte gesetzt werden. Kulturdenkmale ohne Bild sind mit einem blauen Marker gekennzeichnet, Kulturdenkmale mit Bild mit einem grünen Marker.
- Offizielle Bezeichnung: Bezeichnung des Kulturdenkmales
- Beschreibung: die Beschreibung des Kulturdenkmales
- Bild: ein Bild des Kulturdenkmales

## Sachgesamtheiten
| Objekt-ID      | Lage                                           | Offizielle Bezeichnung | Beschreibung | Bild                             |
| -------------- | ---------------------------------------------- | ---------------------- | --- | -------------------------------- |
| 40621 Wikidata | Bosbüller Straße (54° 48′ 44″ N, 8° 52′ 38″ O) | Kirche Klixbüll        | Aktualisierung vorgesehen - Begründung: geschichtlich, künstlerisch, städtebaulich, Kulturlandschaft prägend - Schutzumfang: Kirche mit Ausstattung, Kirchhof, Grabmale bis 1870, Südertor, Nordertor, Feldsteinwall | weitere Fotos \| Fotos hochladen |

## Mehrheit von baulichen Anlagen
| Objekt-ID | Lage                                                       | Offizielle Bezeichnung                 | Beschreibung | Bild |
| --------- | ---------------------------------------------------------- | -------------------------------------- | --- | ---- |
| 50826     | Hauptstraße 17, 19, 23-23a, 25 (54° 48′ 8″ N, 8° 53′ 9″ O) | Bauernhöfe Hauptstraße 17-25, Klixbüll | Bauernhöfe Hauptstraße 17-25; ca. 1797-1870; Ensemble aus vier Wohn- und Wirtschaftsgebäuden entlang des Geestrückens an der Hauptstraße von Klixbüll, mehrflügelige, eingeschossige Backsteinbauten unter Reetdächern, begrünte Freiflächen mit altem Baumbestand - Begründung: geschichtlich, städtebaulich, Kulturlandschaft prägend - Schutzumfang: Uthländisches Haus mit Freifläche (Hauptstraße 17), Uthländisches Haus mit ehem. Garten (Hauptstraße 19), Vierkanthof mit ehem. Garten, Lindenreihe (Hauptstraße 23-23a), Uthländisches Haus mit ehem. Garten (Hauptstraße 25) | BW   |

## Bauliche Anlagen
| Objekt-ID     | Lage                                            | Offizielle Bezeichnung | Beschreibung | Bild                             |
| ------------- | ----------------------------------------------- | ---------------------- | --- | -------------------------------- |
| 3974 Wikidata | Bosbüller Straße (54° 48′ 44″ N, 8° 52′ 38″ O)  | Kirche mit Ausstattung | Alteintragung (Aktualisierung vorgesehen) - Begründung: geschichtlich, künstlerisch, städtebaulich - Schutzumfang: gesamtes Objekt - Denkmaltyp: Bauliche Anlage, Sachgesamtheit: Kirche Klixbüll | weitere Fotos \| Fotos hochladen |
| 44980         | Hauptstraße 12 (54° 47′ 49″ N, 8° 53′ 36″ O)    | Wohnhaus               | Wohnhaus; 1921; eingeschossiger, traufständiger Backsteinbau unter Schopfwalmdach, übergiebelter Mittelrisalit mit rundbogiger Eingangsloggia, Mauerwerk mit Zierfriesen und Mauerankern - Begründung: geschichtlich, städtebaulich - Schutzumfang: gesamtes Objekt - Denkmaltyp: Bauliche Anlage | BW                               |
| 5649 Wikidata | Hauptstraße 23–23a (54° 48′ 11″ N, 8° 53′ 7″ O) | Vierkanthof            | Vierkanthof; bez. 1822, im Kern wohl älter; zwei Firstparallele eingeschossige Halbwalmdachbauten mit zwei Verbindungsbauten, um einen Innenhof gruppiert, Wohngebäude mit Backengiebel, Scheune mit Lootor, Backsteinfassade mit Eisenanker, Dach mit Reetdeckung; ehem. Gartenbereich mit Lindenreihe - Begründung: geschichtlich, städtebaulich, Kulturlandschaft prägend - Schutzumfang: Vierkanthof, ehem. Garten, Lindenreihe - Denkmaltyp: Bauliche Anlage, Mehrheit von baulichen Anlagen: Bauernhöfe Hauptstraße 17-25, Klixbüll | BW                               |
| 3302          | Hauptstraße 25 (54° 48′ 9″ N, 8° 53′ 9″ O)      | Uthländisches Haus     | Uthländisches Haus; 1797; in die Vier gebautes Wohn- und Wirtschaftsgebäude aus Backstein, eingeschossig unter Reetdach, Wohnhaus nach Nordwesten mit Zwerchhaus, Wirtschaftsflügel nach Südosten; ehem. Gartenbereich mit altem Baumbestand - Begründung: geschichtlich, städtebaulich, Kulturlandschaft prägend - Schutzumfang: Uthländisches Haus, ehem. Garten - Denkmaltyp: Bauliche Anlage, Mehrheit von baulichen Anlagen: Bauernhöfe Hauptstraße 17-25, Klixbüll                                                                  | BW                               |
| 5653          | Hauptstraße 42 (54° 47′ 39″ N, 8° 54′ 7″ O)     | Uthländisches Haus     | Uthländisches Haus; 1885; L-förmiger, eingeschossiger Backsteinbau unter reetgedecktem Schopfwalmdach, Wohnteil nach Osten mit Zwerchhaus über dem Eingang und Segmentbogenfenstern, Stallteil mit Durchfahrtsloo und halbrunden Gusseisenfenstern - Begründung: geschichtlich, städtebaulich, Kulturlandschaft prägend - Schutzumfang: gesamtes Objekt - Denkmaltyp: Bauliche Anlage | BW                               |
| 44986         | Hauptstraße 53 (54° 47′ 57″ N, 8° 53′ 27″ O)    | Bauernhaus             | Bauernhaus; 1913; eingeschossiger, kubischer Backsteinbau unter pfannengedecktem Walmdach, reich profiliertes Backsteinziergesims, Mittelachse mit Schweifgiebel und halbrundem Standerker, Eingangsloggia - Begründung: geschichtlich, städtebaulich - Schutzumfang: gesamtes Objekt - Denkmaltyp: Bauliche Anlage | BW                               |
| 5656          | Hauptstraße 55 (54° 47′ 37″ N, 8° 54′ 17″ O)    | Uhtländisches Haus     | Uthländisches Haus; 1884/90, im Kern vermutlich Ende 18. Jh.; eingeschossiger, langgestreckter Backsteinbau unter reetgedecktem Schopfwalmdach, Zwerchhaus über dem Hauseingang, Segmentbogenfenstern; ehem. Garten mit teilweise altem Baumbestand - Begründung: geschichtlich, städtebaulich, Kulturlandschaft prägend - Schutzumfang: Uhtländisches Haus, ehem. Garten - Denkmaltyp: Bauliche Anlage | BW                               |
| 5648 Wikidata | Kathal 9 (54° 49′ 6″ N, 8° 54′ 34″ O)           | Uthländisches Haus     | Uthländisches Haus; bez. 1887; eingeschossiger Halbwalmdachbau mit hakenförmig angeschlossenem Wirtschaftsteil, bestehend aus Kuhstall und Scheune, Wohnhaus mit Backengiebel, Scheune mit Lootoren, mit Ziegelfassade und Reetdeckung, im Inneren bauzeitliches Zubehör - Begründung: geschichtlich, Kulturlandschaft prägend - Schutzumfang: gesamtes Objekt - Denkmaltyp: Bauliche Anlage | BW                               |

## Gründenkmale
| Objekt-ID      | Lage                                           | Offizielle Bezeichnung | Beschreibung | Bild |
| -------------- | ---------------------------------------------- | ---------------------- | --- | ---- |
| 19291 Wikidata | Bosbüller Straße (54° 48′ 43″ N, 8° 52′ 41″ O) | Kirchhof               | Alteintragung (Aktualisierung vorgesehen) - Begründung: geschichtlich, Kulturlandschaft prägend - Schutzumfang: Kirchhof, Grabmale bis 1870, Südertor, Nordertor, Feldsteinwall - Denkmaltyp: Gründenkmal, Sachgesamtheit: Kirche Klixbüll | BW   |

## Ehemalige Kulturdenkmale
| Objekt-ID     | Lage                                        | Offizielle Bezeichnung           | Beschreibung | Bild |
| ------------- | ------------------------------------------- | -------------------------------- | --- | ---- |
| 5651 Wikidata | Hauptstraße 33 (54° 48′ 4″ N, 8° 53′ 16″ O) | Wohnteil eines Geesthardenhauses | Wohnteil eines Geesthardenhauses; 1. Hälfte 19. Jh.; giebelständiger eingeschossiger Halbwalmdachbau mit Backengiebel, Backsteinfassade mit Eisenankern | BW   |

## Quelle
- Liste der Kulturdenkmale in Schleswig-Holstein – Kreis Nordfriesland (PDF)

- Karte mit allen Koordinaten:
- OSM |
- WikiMap